# Saraydüzü
 (novembre 2019).
Saraydüzü est une ville et un district de la province de Sinop dans la région de la mer Noire en Turquie.